# Puławy (gmina)
Pour les articles homonymes, voir Puławy (homonymie).
Puławy est une gmina rurale (gmina wiejska) du powiat de Puławy, dans la Voïvodie de Lublin, dans l'est de la Pologne.
Son siège administratif (chef-lieu) est la ville de Puławy, bien qu'elle ne fasse pas partie du territoire de la gmina.
La gmina couvre une superficie de 160,81 km2 pour une population de 11 172 habitants en 2006.

## Histoire
De 1975 à 1998, la gmina est attachée administrativement à l'ancienne voïvodie de Lublin.

Depuis 1999, elle fait partie de la nouvelle voïvodie de Lublin.

## Géographie
La gmina inclut les villages (sołectwa) de:

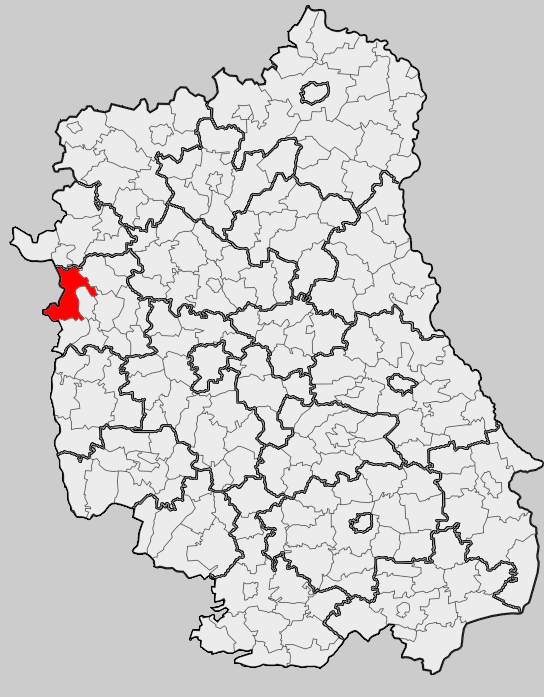
Position de la gmina dans la voïvodie

- Anielin
- Borowa
- Borowina
- Bronowice
- Dobrosławów
- Gołąb
- Góra Puławska
- Janów
- Jaroszyn
- Kajetanów
- Klikawa
- Kochanów
- Kolonia Góra Puławska
- Kowala
- Łęka
- Leokadiów
- Matygi
- Niebrzegów
- Nieciecz
- Opatkowice
- Pachnowola
- Piskorów
- Polesie
- Sadłowice
- Skoki
- Smogorzów
- Sosnów
- Tomaszów
- Wólka Gołębska
- Zarzecze

### Gminy voisines
La gmina de Puławy est voisine de:

les villes de:
- Dęblin
- Puławy

et les gminy de:
- Gniewoszów
- Janowiec
- Policzna
- Przyłęk
- Ryki
- Sieciechów
- Żyrzyn

## Structure du terrain
D'après les données de 2002, la superficie de la commune de Puławy est de 160,81 kilomètres carrés, répartis comme telle :
- terres agricoles : 51 %
- forêts : 35 %

La commune représente 17,24 % de la superficie du powiat.

## Démographie
Données du 30 juin 2004 :
| Description        | Total  | Total | Femmes | Femmes | Hommes | Hommes |
| ------------------ | ------ | ----- | ------ | ------ | ------ | ------ |
| Unité              | Nombre | %     | Nombre | %      | Nombre | %      |
| Population         | 11 157 | 100   | 5 707  | 51,2   | 5 450  | 48,8   |
| Densité (hab./km²) | 69,4   | 69,4  | 35,5   | 35,5   | 33,9   | 33,9   |